# دبليو سي دبليو ريسلينغ
دبليو سي دبليو ريسلينغ (بالإنجليزية: WCW Wrestling)‏ ، هي أول إصدار لعبة فيديو رسمية من اتحاد المصارعة العالمي عن طريق شركة يابانية سنة 1990م ، وتعمل حصراً لنظام نينتندو إنترتينمنت سيستم.

## مصدر
1. ↑  WCW Wrestling at GameFAQs نسخة محفوظة 09 يونيو 2009 على موقع واي باك مشين.

## وصلات خارجية
- GameFAQs game info page for WCW Wrestling
- A Japanese review for Superstar Pro-Wrestling, the basis for WCW Wrestling
- WCW Wrestling at جيم فاكس

خ